# Scaled Composites
A Scaled Composites , anteriormente Rutan Aircraft Factory é uma empresa do ramo aeroespacial, hoje em dia pertencente a Northrop Grumman, localizada no Mojave Air & Space Port, Mojave (Califórnia), Estados Unidos. Fundada em 1982 pelo designer de aeronaves Burt Rutan e presidida por Doug Shane.
Em princípio, a aquisição pela Northrop Grumman não deveria afetar a estratégia da Scaled Composites ou implicar na substituição de Burt Rutan como gerente sênior.  A aquisição pela Northrop Grumman foi concluída em 24 de Agosto de 2007. Rutan se aposentou em Abril de 2011.

## Ver também

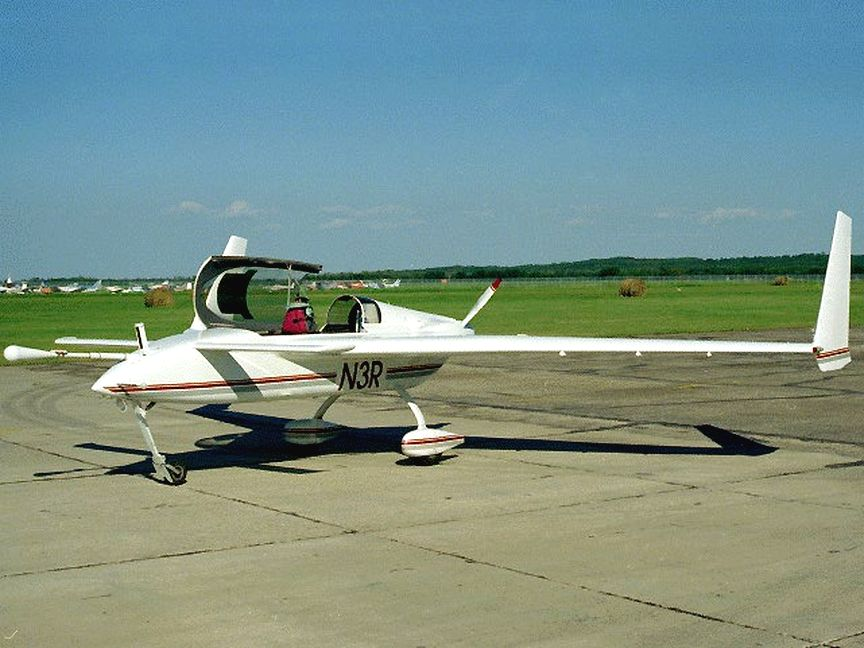
Um modelo Rutan Long-EZ da Scaled Composites.